# Bellefonte
Bellefonte város az USA Delaware államában, New Castle megyében. Lakosainak száma 1225 fő (2020).

## Népesség
A település népességének változása:

| 2010 | 1 193 |
| 2020 | 1 225 |